# Kurt Waschow

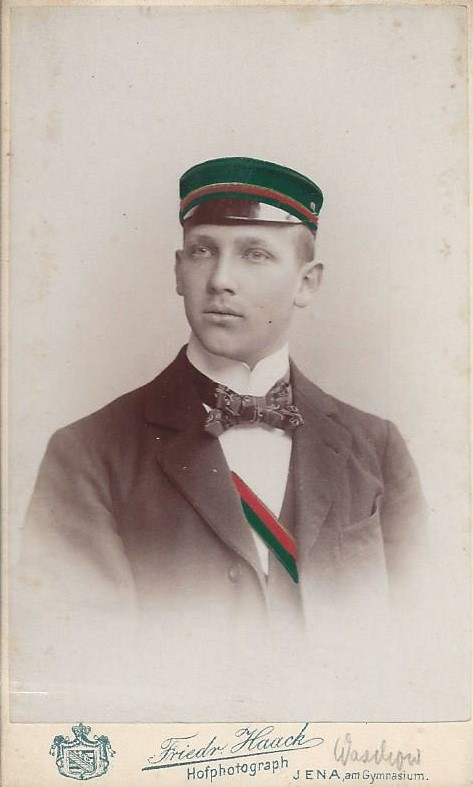
Kurt Waschow

Kurt Waschow (* 19. Februar 1881 in Bromberg; † 16. April 1956 in Berlin) war ein deutscher Staatsanwalt und Richter.

## Leben
Waschow studierte Rechtswissenschaft an der Universität Jena. 1900 wurde er auf Anregung von Hans Gärtner im Corps Franconia Jena aktiv. Am 16. November 1900 recipiert, bewährte er sich zweimal als Subsenior. Er wurde am 28. Februar 1902 inaktiviert und am 21. November 1903 philistriert. 1903 trat er in den preußischen Justizdienst. Die Königliche Universität zu Greifswald promovierte ihn 1909 zum Dr. iur. Von 1912 bis 1921 war er Staatsanwalt am Landgericht Prenzlau. Oberstaatsanwalt war er 1923–1927 am Landgericht Gleiwitz und 1927–1935 am Oberlandesgericht Breslau. Seit 1935 Kammergerichtsrat am Kammergericht, wurde er 1943 aufgrund der Nürnberger Gesetze entlassen.
Er wurde 1945 als Kammergerichtsrat wieder eingestellt und 1948 zum Senatspräsidenten befördert. In diesem Amt wirkte er bis zum 30. Juni 1951. Mit der Einrichtung vom 5. Strafsenat des Bundesgerichtshofes in Berlin wurde Waschow reaktiviert und am 2. Januar 1952 als Bundesrichter in diesen Senat berufen. Anfang 1953 war er dessen stellvertretender Vorsitzender. Am 30. Juni 1953 trat er mit 72 Jahren in den Ruhestand.